# Polytechnische Universität Nordwestchinas
Die Polytechnische Universität Nordwestchinas (chinesisch 西北工業大學 / 西北工业大学, Pinyin Xīběi Gōngyè Dàxué), auf Englisch Northwestern Polytechnical University, abgekürzt „NPU“ oder 西工大, ist eine Technische Hochschule der Volksrepublik China mit Ausbildungs- und Forschungsschwerpunkt auf Luftfahrt, Raumfahrt und Seefahrt.
Sie gehörte im Dezember 1995 zur ersten Gruppe der im Rahmen des „Projekts 211“ zu Exzellenzuniversitäten ernannten Lehranstalten.
Der Hauptsitz der Universität befindet sich im Stadtbezirk Chang’an von Xi’an, der Hauptstadt der nordwestchinesischen Provinz Shaanxi.

## Geschichte

### Polytechnische Akademie Nordwestchinas
Nach dem Zwischenfall an der Marco-Polo-Brücke und dem Beginn des Zweiten Japanisch-Chinesischen Kriegs am 7. Juli 1937 ordnete das Unterrichtsministerium der Republik China (国民政府教育部) am 10. September 1937 an, dass die Nationale Beiping-Universität (国立北平大学, nicht zu verwechseln mit der Universität Peking), die Pädagogische Universität Peking, das Nationale Peiyang-Polytechnikum (国立北洋工学院, eine Vorläufereinrichtung der Tianjin-Universität), und die Nationale Beiping-Akademie (国立北平研究院, eine Vorläufereinrichtung der Chinesischen Akademie der Wissenschaften) nach Westchina zu verlegen und dort die „Temporäre Universität Xi’an“ (西安临时大学) zu gründen sei. Nach der Schlacht um Taiyuan und dem Verlust der Stadt am 9. November 1937 ordnete Jiang Dingwen (蒋鼎文, 1893–1974), der Kommandant des Feldhauptquartiers von Xi’an, im März 1938 an, dass sich die Temporäre Universität auf sechs verschiedene Standorte in Hanzhong, im Südosten der Provinz Shaanxi zu verteilen hätte. Am 27. Juli 1938 ordnete der frisch ernannte Unterrichtsminister Chen Lifu (陈立夫, 1900–2001) die Vereinigung des Peiyang-Polytechnikums mit der Fakultät für Ingenieurwissenschaften der Beiping-Universität, der Fakultät für Ingenieurwissenschaften der Universität Nordostchinas und dem privaten Jiaozuo-Polytechnikum (焦作工学院) zur Nationalen Polytechnischen Akademie Nordwestchinas (国立西北工学院) an.
Dies gilt heute als Gründungstag der Polytechnischen Universität Nordwestchinas.
Der Sitz der Nationalen Polytechnischen Akademie Nordwestchinas befand sich im Kreis Chenggu von Hanzhong, im Dorf Guluba (古路坝村) 12 km südlich der Kreisstadt.
Im Jahr 1941 bestand die Akademie aus gut 1000 Studenten und Dozenten. Damals gab es acht Fakultäten:
- Bauingenieurwesen
- Bergwesen
- Maschinenbau
- Elektrotechnik
- Textiltechnik
- Chemieingenieurwesen
- Wasserwirtschaft
- Luftfahrttechnik[7]

Nach dem Ende des Zweiten Weltkriegs wurde die Akademie 1946 aus dem Bergdorf in die unweit von Xi’an gelegene Stadt Xianyang verlegt. Nach der Gründung der Volksrepublik China am 1. Oktober 1949 erfolgte die Umbenennung in „Polytechnische Akademie Nordwestchinas“, ohne den von der alten Kuomintang-Regierung verwendeten Zusatz „National“.

### Luftfahrtakademie Xi’an
1952 wurden die Fakultäten für Luftfahrttechnik der Jiaotong-Universität, der Zhejiang-Universität und der Universität Nanjing zur Luftfahrtakademie Ostchinas (华东航空学院) mit Sitz in Nanjing zusammengelegt. Unter dem Eindruck des Koreakriegs beschloss das Zentralkomitee der Kommunistischen Partei Chinas im Jahr 1954, Hochschulen aus den Küstenprovinzen nach Möglichkeit ins relativ sichere Landesinnere zu verlegen. Das damals für Luftfahrtindustrie zuständige Zweite Ministerium für Maschinenbauindustrie (第二机械工业部) kam im Mai 1955 nach einer Analyse der Verteidigungsfähigkeit der Westprovinzen zu dem Schluss, dass man in Xi’an eine Luftfahrtakademie benötigte. Damals gab es neben der Luftfahrtakademie Ostchinas in Nanjing noch die Fachhochschule für Luftfahrtindustrie. Im Zweiten Ministerium dachte man zunächst daran, die Fachhochschule nach Xi’an zu verlegen und zu einer Luftfahrtakademie hochzustufen. Der Direktor und der Parteisekretär der erst 1952 gegründeten Fachhochschule erklärten jedoch, dass das schwierig wäre, weil dort Personal für die Flugzeugfabrik 511 in Nanjing (eine Vorläufereinrichtung der heutigen AVIC) ausgebildet würde. Daraufhin erklärte sich Shou Songtao (寿松涛, 1900–1969), der Direktor der Luftfahrtakademie Ostchinas, unter Berücksichtigung der Gesamtsituation dazu bereit, mit seiner Schule nach Xi’an umzuziehen, was im weiteren Verlauf auch von den älteren Professoren unterstützt wurde. Im August 1956 begab sich das gesamte Personal mit Familienangehörigen und Studenten nach Xi’an, wo am 1. September 1956 an der in „Luftfahrtakademie Xi’an“ (西安航空学院) umbenannten Einrichtung plangemäß Vorlesungsbeginn war.

### Polytechnische Universität Nordwestchinas

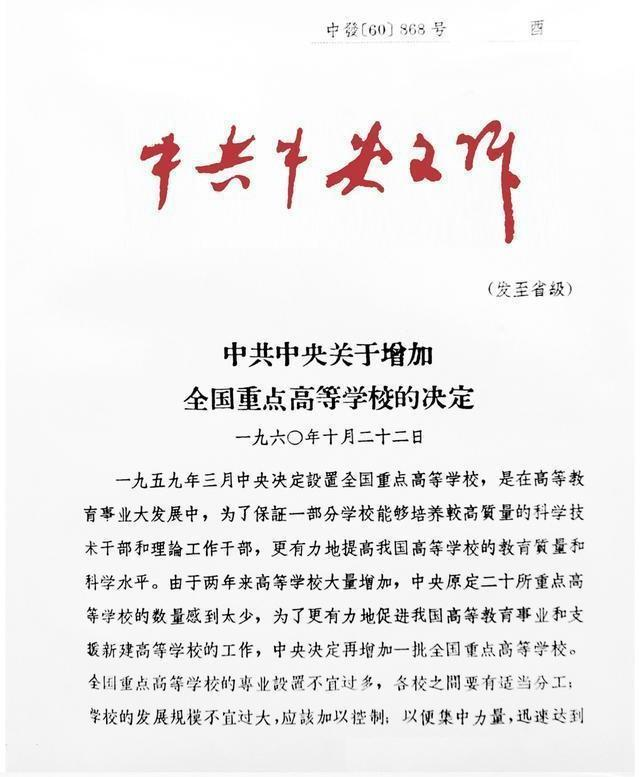
Beschluss des Zentralkomitees vom 22. Oktober 1960

Im Oktober 1957 wurden die Luftfahrtakademie Xi’an (nicht zu verwechseln mit der 1955 gegründeten Berufsschule, die heute den gleichen Namen trägt) und die Polytechnische Akademie Nordwestchinas zur Polytechnischen Universität Nordwestchinas zusammengelegt und dem nun für Rüstung zuständigen Dritten Ministerium für Maschinenbauindustrie unterstellt. Am 22. Oktober 1960 wurde die Universität vom Zentralkomitee der KPCh in die Liste der Nationalen Schwerpunkthochschulen (全国重点大学) aufgenommen, was ihr zusätzliche Finanzmittel sicherte. In dem schriftlichen Beschluss des Zentralkomitees war ausdrücklich festgehalten, dass sich einzelne Hochschulen nicht ohne Rücksicht auf die Gesamtsituation – man befand sich im Großen Sprung nach vorn – entwickeln, sondern sich mit anderen Hochschulen die Arbeitsbereiche aufteilen sollten, um eine optimale Verwendung der Mittel zu gewährleisten.
Neben der Luftfahrt waren Marinewaffen das zweite Exzellenzfeld der Polytechnischen Universität Nordwestchinas. An der Fakultät für Maschinenbau der Polytechnischen Akademie Nordwestchinas hatte es seit ihrer Gründung 1938 Fachbereiche (专业) für Seeminen und Torpedos gegeben, eine Kompetenz, die das Personal des Peiyang-Polytechnikums aus der Küstenstadt Tianjin mitgebracht hatte. Nach dem Sieg über Japan forderten dessen Dozenten und Studenten lautstark eine Rückkehr nach Tianjin, ein Ansinnen, dem das Unterrichtsministerium im Januar 1946 stattgab. Angesichts des wieder aufflammenden Bürgerkriegs wurden jedoch die militärischen Fachbereiche in Xi’an belassen, und die Peiyang- bzw. Tianjin-Universität befasste sich nur noch mit zivilem Schiffbau. Obwohl das einzige Gewässer in der Gegend der Stadtgraben war, blieb Xi’an ein Zentrum der Marinerüstung. Nach der Gründung der Polytechnischen Universität Nordwestchinas wurde dort eine eigene Fakultät für Unterwasserwaffen (水中兵器系) eingerichtet, in der Außendarstellung „3. Fakultät für Maschinenbau“ (第三机械系) genannt, die folgende fünfjährige Studiengänge anbot:
- Konstruktion und Herstellung von Seeminen
- Konstruktion und Herstellung von Torpedos[7]
- Konstruktion und Herstellung von Unterwasser-Peilgeräten

1958 kamen zwei weitere Studiengänge hinzu:
- Selbstständige Lenkung von Torpedos
- Sonaranlagen[11]

Ebenfalls 1958, zeitgleich mit dem Baubeginn auf dem heutigen Kosmodrom Jiuquan, wurde die Fakultät für Raumfahrttechnik gegründet, damals in der Schreibweise 宇航工程系. Zusammen mit der heutigen Raumfahrtstadt im Pekinger Stadtbezirk Fengtai, wo Qian Xuesen seit Ende 1957 Raketenbau unterrichtete, war dies eine der ersten Raumfahrtfakultäten des Landes.
Angesichts der wachsenden Spannungen mit der Sowjetunion und dem Zwischenfall am Ussuri im März 1969 wurde die Akademie für Ingenieurwissenschaften Harbin, die nahe an der sowjetischen Grenze lag, auf Anordnung der Kommission für Wehrtechnik der Volksbefreiungsarmee mit Wirkung vom 15. Februar 1970 aufgelöst. Vier der alten Fakultäten kamen nach Changsha, wo sie heute die Universität für Wissenschaft und Technik der Landesverteidigung bilden. Die Fakultät für Flugzeugbau wurde dagegen nach Xi’an verlegt und in die Polytechnische Universität Nordwestchinas integriert. Die erweiterte Universität blieb weiterhin dem Dritten Ministerium für Maschinenbauindustrie unterstellt, das seit 1963 ausschließlich für die Luftfahrtindustrie zuständig war.
Die Fakultät für Unterwaserwaffen (1983 umbenannt in „Fakultät für Schiffstechnik“) wurde jedoch organisatorisch ausgegliedert und zusammen mit der in Harbin verbliebenen Fakultät für Schiffsbau dem für Schiffsbau zuständigen Sechsten Ministerium für Maschinenbauindustrie unterstellt.

## Fakultäten
Die Polytechnische Universität Nordwestchinas untersteht seit dem 15. März 2008 dem Ministerium für Industrie und Informationstechnik. Ihre Kernkompetenz lag und liegt bei den sogenannten „Drei Fahrten“ (三航): Luftfahrt, Raumfahrt und Seefahrt; im Jahr 2011 kamen 60 % der Angestellten der Aviation Industry Corporation of China von dieser Universität. Heute kommen dazu noch die „Drei M“ (Materialwissenschaft, Mechanik, Maschinenbau) und die „Drei C“ (Computer, Control, Communications). Im Studienjahr 2022/2023 hatte die Polytechnische Universität Nordwestchinas folgende Fakultäten:
- Luftfahrttechnik
- Raumfahrttechnik
- Schiffstechnik
- Materialwissenschaft
- Elektrotechnik
- Mechanik und Bauingenieurwesen
- Antriebs- und Energietechnik
- Nachrichtentechnik
- Automatisierungstechnik
- Informatik
- Mathematik und Statistik
- Physik und Technische Physik
- Chemie und Chemieingenieurwesen
- Verwaltungswissenschaft

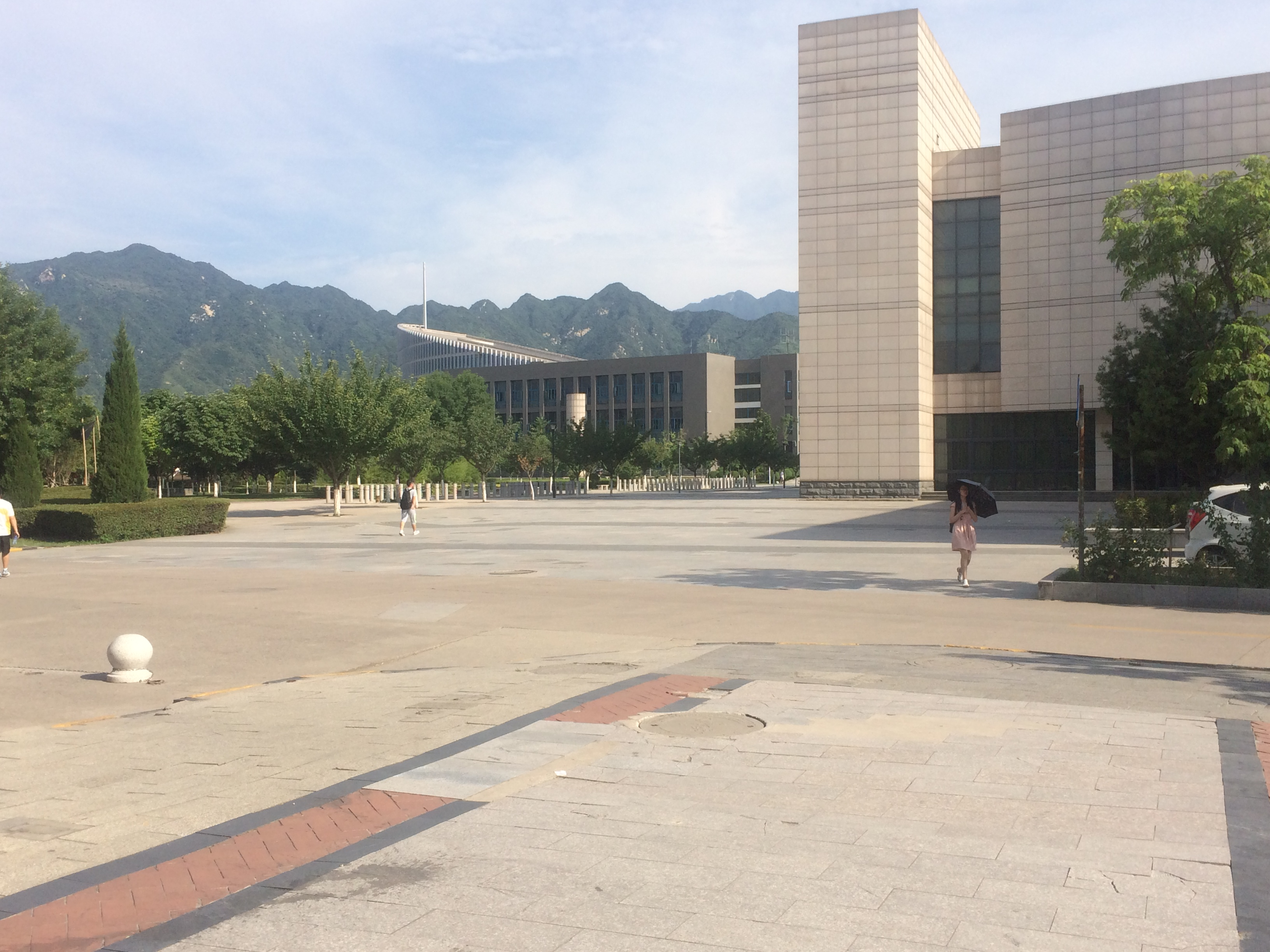
Chang’an-Campus. Im Hintergrund das Qin-Ling-Gebirge.

- Staatstätigkeit und öffentliche Verwaltung
- Softwaretechnik
- Biowissenschaften
- Fremdsprachen
- Experimentelle Pädagogik
- Interkulturelle Pädagogik
- Marxismus
- Gemeinsame ingenieurwissenschaftliche Fakultät mit der Queen Mary University of London
- Mikroelektronik
- Netzwerksicherheit
- Zivile Luftfahrt
- Ökologie und Umwelt

Seit dem 8. September 2021 besitzt die Universität ein eigenes Testgelände mit Flugplatz, wo unbemannte Luftfahrzeuge für den Einsatz über Land und See erprobt werden, wobei der Schwerpunkt auf mittelgroßen und kleinen Drohnen liegt (große Drohnen werden an der Universität für Luft- und Raumfahrt Peking entwickelt).
Im Studienjahr 2021/2022 hatte die Polytechnische Universität Nordwestchinas gut 36.000 Studenten und 4300 Angestellte, etwa die Hälfte davon ordentliche und außerordentliche Professoren. Es wurden 38 Diplomstudiengänge und 25 Promotionsstudiengänge angeboten, dazu gab es noch 21 Planstellen für Postdoktoranden. Rektor der Universität im Rang eines Staatssekretärs ist seit dem 15. Januar 2013 der Feinmaschinenbau-Professor Wang Jinsong (汪劲松, * 1964).

## Campus
Der historische Kern der Polytechnischen Universität Nordwestchinas befindet sich im Stadtbezirk Beilin. Da er sich nördlich und südlich der Westlichen Youyi-Straße erstreckt, wird er als „Youyi-Campus“ (友谊校区) bezeichnet. Im April 2005 begann man im Stadtbezirk Chang’an im Süden von Xi’an, am Fuß des Qin-Ling-Gebirges, mit dem Bau eines zusätzlichen Campus. Nach 16-monatiger Bauzeit wurde der Chang’an-Campus (长安校区), wo sich nun die Hauptverwaltung der Universität befindet, am 9. September 2006 mit dem Beginn des Studienjahrs in Betrieb genommen. Im Januar 2022 wurde in Taicang, Provinz Jiangsu, ein weiterer Campus eröffnet. Der Taicang-Campus (太仓校区) liegt direkt an der Stadtgrenze von Shanghai, nur 45 km vom Flughafen Shanghai-Hongqiao, und soll dazu dienen, Spitzenkräften eine Heimat zu bieten, die sich im rauen Klima Nordwestchinas nicht wohlfühlen.

## Absolventen
- Bai Enpei (* 1946, Unterwasserwaffen)
- Zhang Qingwei (* 1961, Luftfahrttechnik)
- Wu Yajun (* 1964, Schiffstechnik)